# Le Rouget
Le Rouget è un comune francese soppresso e frazione del dipartimento del Cantal della regione dell'Alvernia-Rodano-Alpi. Dal 1º gennaio 2016 si è fuso con il comune di Pers per formare il nuovo comune di Le Rouget-Pers.

## Società

### Evoluzione demografica
Abitanti censiti